# Chakapur, Shiggaon
Chakapur là một làng thuộc tehsil Shiggaon, huyện Haveri, bang Karnataka, Ấn Độ.